# 東方三博士の礼拝 (ジェンティーレ・ダ・ファブリアーノ)

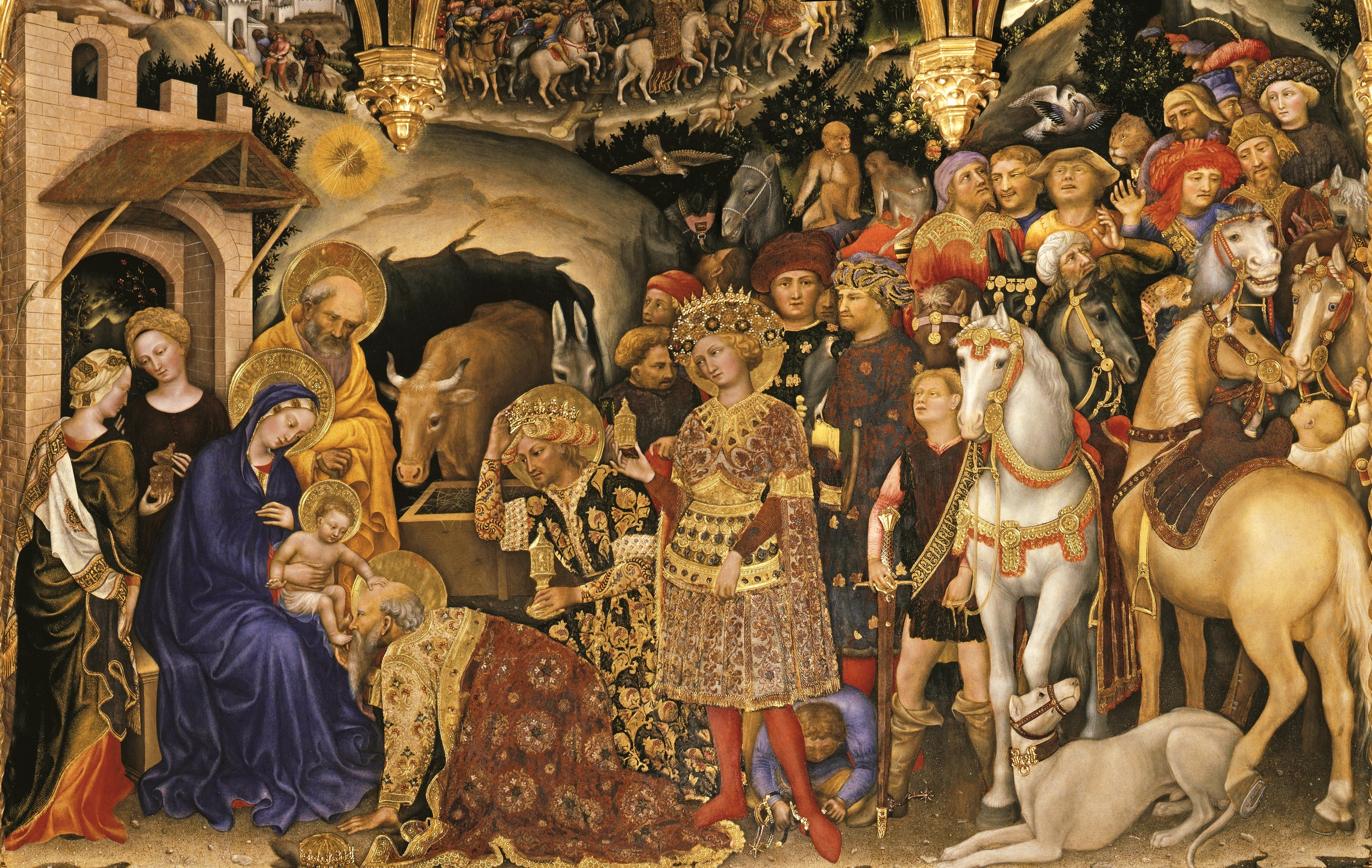
部分

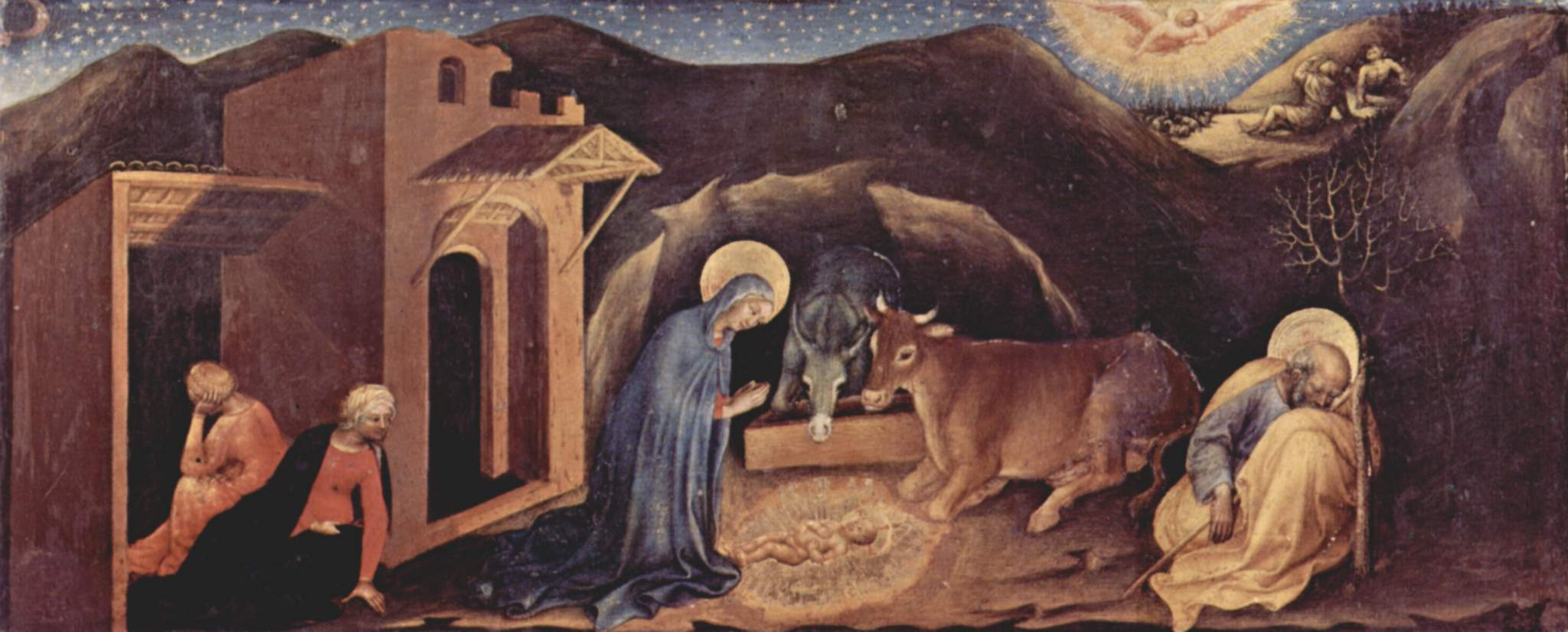
裾絵の『キリスト降誕』の場面

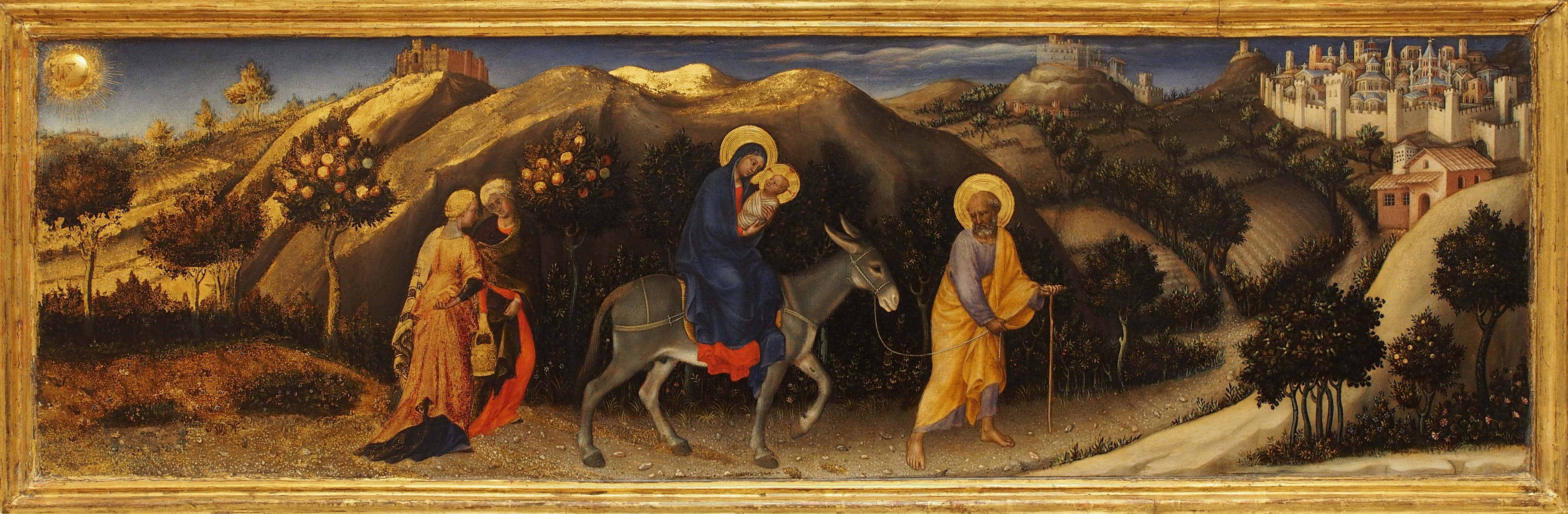
裾絵の『エジプトへの逃避』の場面

『東方三博士の礼拝』(とうほうさんはかせのれいはい、伊: Adorazione dei Magi) は、イタリアの画家ジェンティーレ・ダ・ファブリアーノによる絵画である。フィレンツェのウフィツィ美術館に収蔵されているこの作品は、画家の最高の作品と見なされており、「国際ゴシック絵画の集大成作品」と評されている。173 x 220cm のサイズで、1423年に制作された。

## 概要
この絵画は、1420年に芸術家がフィレンツェに到着したときに、識字者であり芸術の常連客であるパッラ・ストロッツィから依頼された。パッラは祭壇画に300フローリンを支払った。これは熟練労働者の年俸の約6倍であった。ボールドウィンによれば、 パッラ・ストロッツィと、その父オノフリオの両方が絵画に登場している。パッラは絵画の最前列にいる赤い帽子をかぶった男として、オノフリオは最年少の王の後ろにいる鷹匠として登場している。鷹匠は、長男ロレンツォを右側にして、パッラ・ストロッツィを描いているという見解もある 。1423年に完成したこの絵画は、ロレンツォ・ギベルティが、そのころ建設していたサンタ・トリニタ教会の新しい礼拝堂に置かれた。
作品は、国際的な影響とシエナ派の影響の両方を、画家がフィレンツェで知ったルネサンスの新しい様式と組み合わせて示している。絵画は、左上隅（航海とベツレヘムへの入り口）から始まり、時計回りに続き、絵画の一番下の部分にいる聖母マリアと新生児イエスとの大きな出会いまで、いくつかの場面で東方の三博士の通り道を描いている。すべての人物は素晴らしいルネサンスの衣装 (画面に挿入された本物の金と宝石で豪華に装飾された錦織) を身に着けている。異邦人の細部への典型的な関心は、ヒョウ、ヒトコブラクダ、類人猿、ライオンなどのエキゾチックな動物や、壮大な馬や猟犬にも見られる。
額縁も芸術作品であり、キリストの祝福（中央）と受胎告知（左側に大天使ガブリエル、右側に聖母マリア）を描いた円形画 (tondo) のある3つの尖点が特徴である。プレデッラ (裾絵) には、『キリストの降誕』、『エジプトへの逃避』、『神殿奉献』（後者は複製、オリジナルはパリのルーブル美術館にある）の3つの長方形の絵画がある。額縁と板は別々になっており、今日知られている最初の独立した額縁のある祭壇画である。